# Trzęsienie ziemi na Sumatrze (2016)
Trzęsienie ziemi na Sumatrze – trzęsienie ziemi, które miało miejsce na zachodnim wybrzeżu Sumatry w Indonezji. Wystąpiło 2 marca 2016 roku i osiągnęło siłę 7,9 stopnia w skali Richtera. Epicentrum znajdowało się 808 km na południowy zachód od Padangu, stolicy prowincji Sumatra Zachodnia, na głębokości około 10 km.
Tuż po trzęsieniu ziemi wydano ostrzeżenie przed tsunami dla prowincji Sumatra Północna, Sumatra Zachodnia oraz Aceh, jednak odwołano je po około dwóch godzinach.
Początkowo wydano wstępny raport o kilku ofiarach, jednak później oświadczono, że w wyniku trzęsienia nikt nie zginął. W Padangu drugi wstrząs, bardziej intensywny, wywołał panikę wśród ludzi.